# Vincenzo Dandolo
Vincenzo (Visko, Vicko) Dandolo (Venecija, Italija, 1758. – Varese, Italija, 12. prosinca 1819.), talijanski ljekarnik, civilni upravitelj Dalmacije (generalni providur)  za vrijeme francuske uprave.
Učio je u Padovi kemiju i farmaciju,  te po dovršenom školovanju uredio laboratorij u Veneciji. Uskoro se istakno zapaženim znanstvenim radom, a i liberalnim nazorima. U doba francuske revolucije bijaše predsjednik frankofilske stranke u Mletcima, koja je pošla u deputaciju Napoleonu, da stavi drevnu republiku pod njegovu zaštitu. Poslije pada Mletačke Republike, Dandolo odlazi u Milano, gdje postaje senatorom Cisalpinske Republike, države koju je stvorio Napoleon 1797., a potom u Pariz, gdje piše svoje glavno političko djelo Les Hommes nouveaux, ou Moyens d’opérer une régéneration morale (1799.; Novi čovjek, ili načini za postizanje moralne obnove). Tamo biva imenovan civilnim upraviteljem Dalmacije sa sjedištem u Zadru, dužnost koju je obnašao u razdoblju od 1806. do 1810. Nakon stvaranja Ilirskih pokrajina, August Marmont postaje upravitelj. Poradi toga došao je Dandolo u podređeni odnos. Ponosni, ali i dosta tašt, zatražio je razrješenje. Napustio je Zadar 29. siječnja 1810. Uputio se najprije u Pariz, a onda u Milano, gdje je primi uz grofovski naslov (conte) mjesto senatora Kraljevine Italije.